# Kurt F. Reinhardt
Kurt Frank Reinhardt (* 6. November 1896 in München; † 13. Juni 1983 in Palo Alto) war ein US-amerikanischer Germanist (Philologe bzw. Linguist), Philosoph und Lehrer.
Reinhardt besuchte das klassische Gymnasium in Mannheim und studierte danach Literaturwissenschaften, Philosophie und Kunstgeschichte an den Universitäten München, Heidelberg und Freiburg. Während des Ersten Weltkrieges arbeitete er als Dramaturg. 1925 begann er, für den Verlag Herder zu arbeiten. Er war Korrespondent für die Frankfurter Allgemeine Zeitung.
Von 1928 bis 1930 lehrte er Deutsche Literatur an der University of Oregon. Von 1930 bis 1962 war er Professor am Department of Modern European Languages and of the German Studies Department der Stanford University.
Sein bekanntestes Werk ist Germany: 2000 Years.